# لاترینا
لاترینا (به ایتالیایی: Laterina) یک کومونه در ایتالیا است که در استان آرتزو واقع شده‌است.

## خصوصیات
لاترینا ۲۴٫۰ کیلومترمربع مساحت و ۳٬۵۱۰ نفر جمعیت دارد و ۲۴۰ متر بالاتر از سطح دریا واقع شده‌است.